# De drie luiaards

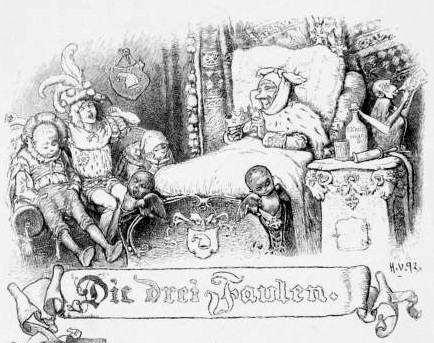
Illustratie van Hermann Vogel bij de "De drie luiaards" in de uitgave van Grimm

De drie luiaards is een sprookje uit Kinder- und Hausmärchen met volgnummer KHM151, opgetekend door de gebroeders Grimm. De oorspronkelijke naam is Die drei Faulen.

## Het verhaal
Een koning heeft drie zonen en weet niet wie hij zijn rijk moet nalaten. Hij besluit de grootste luiaard te kiezen als hij zijn einde voelt naderen. De oudste zoon zegt dat hij zijn ogen niet sluit om in slaap te vallen, als er een druppel in gevallen is. De tweede zoon zegt dat hij liever zijn hielen laat verbranden door het vuur dan zijn benen in te trekken. De derde zoon zegt dat hij zich liever zou laten ophangen, dan zijn arm uit te strekken naar de strop als iemand hem zou doorsnijden. De vader geeft het rijk aan zijn derde zoon.

## Achtergronden bij het sprookje
- Het sprookje komt uit Schimpf und Ernst (1522) van Johann Pauli.
- Het verhaal kwam veel voor in Duitse literatuur uit de vijftiende en zestiende eeuw.
- Een versie uit de Lage Landen heet De twee uitgediende soldaten.